# BB 66600
Les BB 66600 sont une série d'anciennes locomotives diesel de la SNCF. Les trois premières ont été construites en tant que prototypes par transformation[Quoi ?] de BB 66000, puis remises au type.

## Dépôts (au gré des affectations)
- Besançon
- Nevers
- Nîmes
- Avignon

## Machines particulières
- BB 66601, 66602 et 66603 : respectivement anciennes 66006, 66012 et 66013.
- BB 66609 et 66613 : transformées en BB 66691-66692.

## Machines préservées (2006)
- BB 66606 et 66608 : achetées par Vecchietti
- BB 66610 et 66611 : achetées par Meccoli
- BB 66612 : achetée par Pichenot-Bouillé - Depuis 2023: Port Rhénan Colmar - Neuf-Brisach
- BB 66614 à 66616 : achetées par VFLI